# Elektro skuter
Elektro skuter je enosledno vozilo, ki se od klasičnega skuterja razlikuje po tem, da ga poganja elektromotor namesto motorja z notranjim zgorevanjem. Električni skuterji postajajo vse bolj popularni saj predstavljajo poceni in učinkovito prevozno sredstvo, ki se najbolje znajde v urbanih središčih. 
Tudi Tomos je v letu 2011 predstavil svoj električni skuter, ki ga najdemo pod oznako E-Lite in je na voljo v dveh različicah - tisti, ki doseže najvišjo hitrost 25 kilometrov na uro in tisti, za katero je potrebno imeti vozniško dovoljenje za kolesa z motorjem.